# Еловский (участок)
Еловский — упразднённый в 2004 году участок (тип населённого пункта) в Тайшетском районе Иркутской области России. Входил на год упразднения в состав Зареченского сельсовета. 

## География
Располагался у остановочного пункта Раздольный на участке Тайшет — Юрты Восточно-Сибирской железной дороги.

## История
Упразднена в 2004 году в связи с отсутствием постоянно проживающего населения.

## Население
По данным Всероссийской переписи 2002 года на участке проживало 2 человека (1 мужчина и 1 женщина).

## Транспорт
Железнодорожное сообщение. 